# Wydrino (obwód czelabiński)
Wydrino (ros. Выдрино) – wieś (sieło) w Rosji, w obwodzie czelabińskim, w rejonie ujskim. W 2010 liczyła 408 mieszkańców.